# Jon Ander Garrido Moracia
Jon Ander Garrido Moracia (nascut el 9 d'octubre de 1989) és un exfutbolista basc que jugava com a migcampista defensiu.

## Carrera de club
Nascut a Bilbao, Biscaia, Garrido va fer el seu debut sènior amb el CD Getxo el 2008, en els nivells regionals. L'estiu de 2010 va passar a la Segona Divisió B, signant contracte pel Barakaldo CF.
El 21 de gener de 2014, Garrido va ser transferit al Granada CF de La Liga i fou subsegüentment cedit al Cadis CF també de Segona B.
El 6 de juliol de 2014, la cessió de Garrido fou ampliada per un any més. El 29 de juliol de l'any següent, va signar un contracte permanent de dos anys amb el Submarí Groc.
El 22 de gener de 2016, Garrido va ser cedit al Racing de Ferrol, de Segona B, fins al juny. Va retornar a Cádiz després que acabés la cessió, i va fer el seu debut professional el 19 d'agost com a titular en un 1–1 fora sorteig contra UD Almería.
El 28 de juliol de 2018, després d'esdevenir titular indiscutible amb Álvaro Cervera, Garrido va renovar el seu contracte fins al 2020. El 30 d'octubre de 2019 va prolongar el seu contracte amb el club andalús fins al 30 de juny de 2023.
Garrido va participar en l'ascenss a primera de la temporada 2019-2020, i va debutar en la categoria el dia 1 d'octubre del 2020, com a titular en una victòria per 1–0 a fora contra l'Athletic Club. L'agost de 2021, va patir una lesió de genoll que el va tenir inactiu la resta de la temporada.
El 27 de gener de 2022, Garrido fou cedit al CD Mirandés de segona divisió, per la resta de la temporada. Va retornar al Cádiz el juliol, però va patir una lesió de genoll que el va tenir sense jugar tota la temporada 2022–23.
El 8 de juny de 2023, Garrido va anunciar la retirada del futbol professional a l'edat de 33 anys.